# Massageci

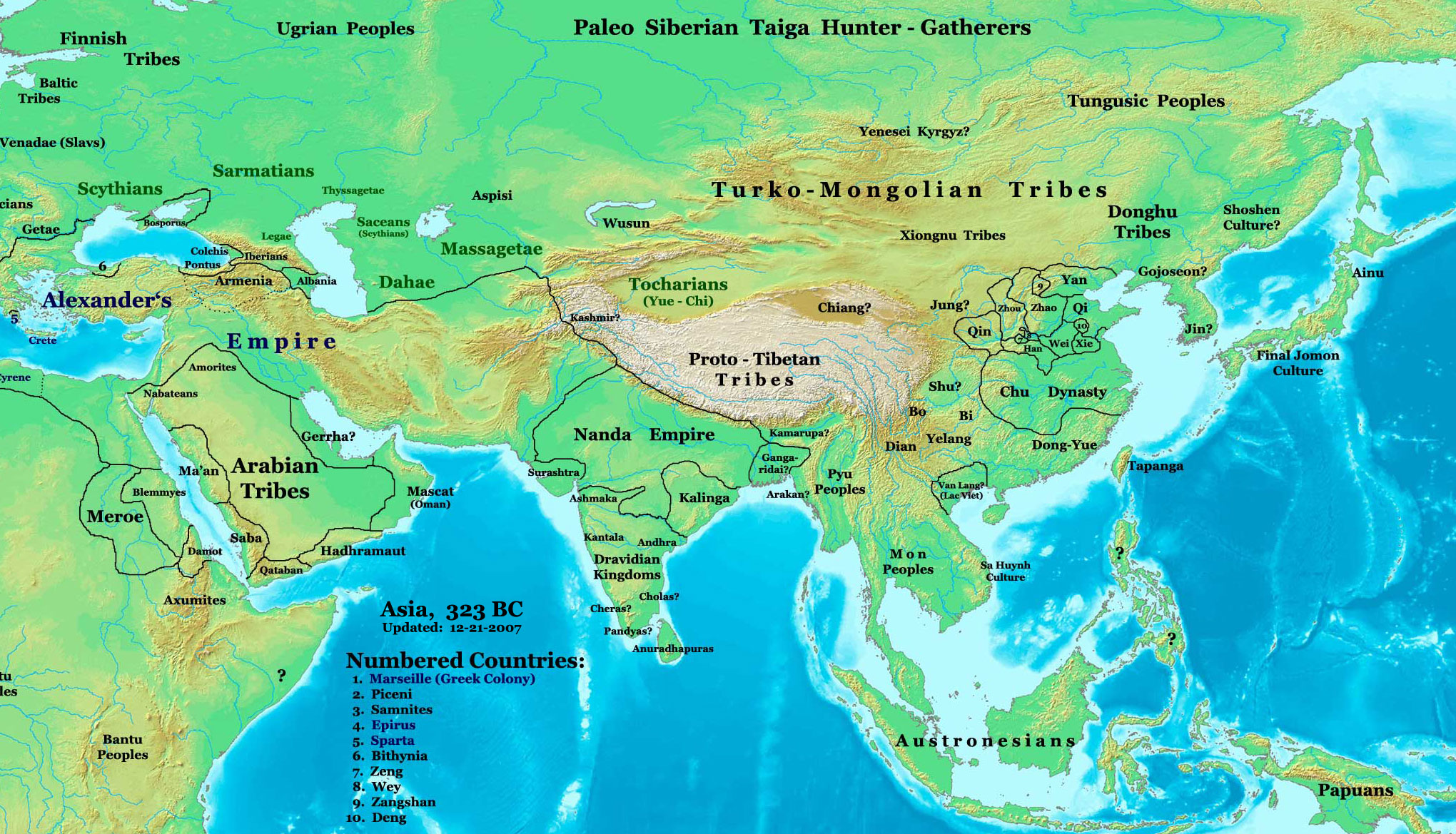
Massageci (Massagetae) na mapie Azji w 323 p.n.e.

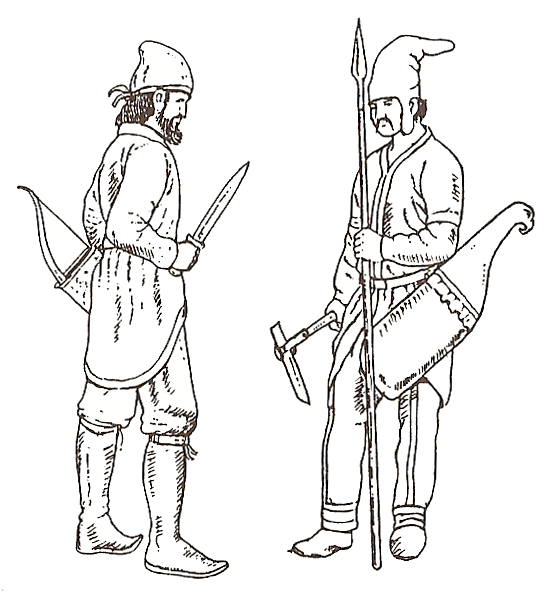
Massageci w armii Ksereksesa

Massageci (grec. Massagetai, łac. Massagetae, ang. The Massageteans) – w starożytności związek pasterskich szczepów irańskich żyjących na obszarze pomiędzy Persją a Jeziorem Aralskim.   
Massageci znani również jako Sakā Tigraxaudā lub Ortokoribantowie, byli starożytnym wschodnioirańskim ludem Saka, zamieszkującym stepy Azji Środkowej i stanowiącym część szerszej kultury scytyjskiej. Massageci doszli do dominacji w regionie w VIII–VII wieku p.n.e., zapoczątkowując serię wydarzeń o dalekosiężnych konsekwencjach, wypędzając Scytów z Azji Środkowej na stepy kaukaskie i pontyjskie.   
Massageci w VIII–VII wieku p.n.e., migrowali ze wschodu do Azji Środkowej, skąd wypędzili Scytów, inne koczownicze plemię irańskie, z którym byli spokrewnieni. Następnie zajęli duże obszary regionu, w tym Step Kaspijski, skąd ponownie wyparli Scytów. Massageci, wypierając wczesnych Scytów i zmuszając ich do przemieszczenia się na zachód przez rzekę Arakses na stepy kaukaskie i pontyjskie, zapoczątkowali znaczący ruch koczowniczych ludów stepu euroazjatyckiego, po którym Scytowie wyparli Kimmerów, a Agatyrsowie, którzy byli również koczowniczymi ludami irańskimi blisko spokrewnionymi z Massagetami i Scytami, podbili ich terytoria i najechali Azję Zachodnią. Ich obecność odegrała tam ważną rolę w historii starożytnych cywilizacji Mezopotamii, Anatolii, Egiptu i Iranu.  
Massageci utrzymywali bliskie kontakty z Imperium Medów, którego wpływy rozciągały się na ziemie na wschód od Morza Kaspijskiego, zanim zostało ono zastąpione przez perską dynastię Achemenidów w 550 r. p.n.e.
Grecki historyk Herodot (484–425 p.n.e.) napisał w swoich Dziejach, że około 530 r. p.n.e. wybuchły walki między Massagetami a Persami pod wodzą ich zwycięzcy Cyrusa II Wielkiego (ok. 590–530 p.n.e.), w których zginął syn królowej Massagetów, Tomyris. Tomyris pokonała wówczas Persów, a Cyrus II został śmiertelnie ranny na brzegu rzeki Arakses. W odwecie perski król Dariusz I Wielki zdołał pomścić perską klęskę, pokonując Massagetów w kampanii wojennej w latach 518–516 p.n.e.  
Herodot opisuje ubiór Massagetów jako podobny do ubioru Scytów; ich broń składała się z łuków, włóczni i toporów bojowych, a w bitwie brało udział wiele wojowniczek. Herodot jako sąsiadów Massagetów wymienia Scytów na zachodzie, a Saków i Issedonów na wschodzie. Ekspansja Massagetów miała zapoczątkować migrację Scytów na zachód. Herodot ponadto potwierdza kult słońca przez Massagetów, któremu składali ofiary z koni. Pomponiusz Mela również wspomina o Massagetach jako mieszkańcach Morza Kaspijskiego.
Perski Spitamenes, z pomocą scytyjskich oddziałów pomocniczych, prawdopodobnie składających się głównie z jazdy Massagetów, odniósł znaczące sukcesy w walce z różnymi dywizjami armii Aleksandra Wielkiego w latach 329–328 p.n.e. Został jednak ostatecznie zamordowany przez Massagetów po decydującej porażce, ponieważ prawdopodobnie nie chcieli narażać się na spodziewany atak Macedończyków. Ułatwiło to podbój Sogdiany przez Aleksandra Macedońskiego.
Masageci przyczynili się do wyparcia Scytów na zachód do Europy z Azji Środkowej z obszaru zwanego Chorezm (obecnie: Turkmenistan, część Uzbekistanu i Kazachstanu).
Masageci zanikli po III w. p.n.e., po czym połączyli się z innymi plemionami, tworząc Alanów – lud należący do większej konfederacji plemion sarmackich, który przesunął się na zachód, na stepy kaukaskie i europejskie, gdzie wziął udział w wydarzeniach okresu wędrówek ludów.  

## Nawiązania w literaturze
W szóstym rozdziale powieści Pan Wołodyjowski Jan Zagłoba podaje się za potomka "króla Masagietów".